# Maria Sander
Maria Sander, z domu Domagala (ur. 30 października 1924 w Dinslaken, zm. 12 stycznia 1999 w Niederwahn) – niemiecka lekkoatletka specjalizująca się w krótkich biegach sprinterskich i płotkarskich, dwukrotna uczestniczka letnich igrzysk olimpijskich (Helsinki 1952, Melbourne 1956), dwukrotna medalistka olimpijska z 1952 r., srebrna w sztafecie 4 × 100 metrów oraz brązowa w biegu na 80 metrów przez płotki. Sukcesy odnosiła również w pięcioboju.

## Sukcesy sportowe
- siedmiokrotna mistrzyni RFN w biegu na 80 ppł – 1943, 1946, 1949, 1951, 1952, 1953, 1954[1]
- czterokrotna mistrzyni RFN w biegu na 100 m – 1951, 1952, 1953, 1954[2]

| Rok  | Miasto    | Zawody               | Konkurencja                                                | Wynik                                  |
| ---- | --------- | -------------------- | ---------------------------------------------------------- | -------------------------------------- |
| 1952 | Helsinki  | igrzyska olimpijskie | sztafeta 4 × 100 m bieg na 80 m przez płotki bieg na 100 m | srebrny medal brązowy medal 5. miejsce |
| 1954 | Berno     | mistrzostwa Europy   | pięciobój sztafeta 4 × 100 m                               | srebrny medal                          |
| 1956 | Melbourne | igrzyska olimpijskie | sztafeta 4 × 100 m                                         | 6. miejsce                             |

## Rekordy życiowe
- bieg na 80 m przez płotki – 10,9 – 1956
- bieg na 100 m – 11,8 – 1952
- pięciobój – 3726 – Berno 27/08/1954